# لوئیس وارتون مکنزی
لوئیس وارتون مکنزی (انگلیسی: Lewis MacKenzie؛ زادهٔ ۳۰ آوریل ۱۹۴۰) سرلشکر بازنشسته نیروی زمینی کانادا، نویسنده و مفسر رسانه‌ای است. مکنزی به خاطر تأسیس و فرماندهی بخش سارایوو به عنوان بخشی از نیروی حفاظت سازمان ملل متحد در یوگسلاوی سابق در سال ۱۹۹۲ شناخته می‌شود. مکنزی به دلیل نقشش در ماجرای سومالی و شکست‌های کانادا در حفظ صلح در بوسنی مورد انتقاد قرار گرفت. او بعدها از مخالفان سرسخت دخالت ناتو در جنگ کوزوو بود.